# حقوق زنان در ایران

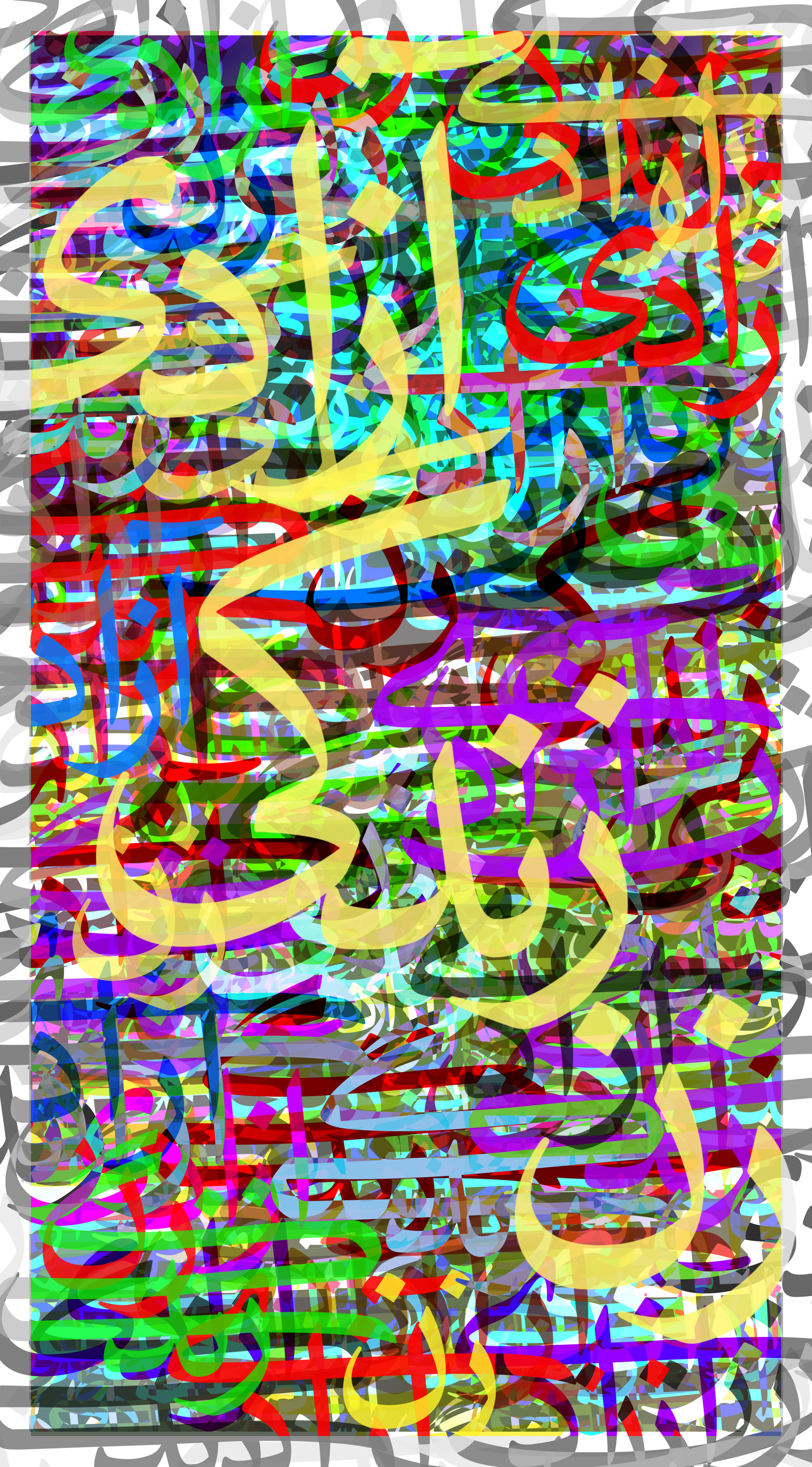
شعار زن زندگی آزادی

حقوق زنان ایرانی در طی دوره‌های سیاسی و تاریخی مختلف تغییرات زیادی کرده‌است. این حقوق شامل حق ازدواج، حق طلاق، حق تحصیل، حق انتخاب نوع پوشش و حقوق سلامت (مانند حقوق باروری ،تنظیم خانواده و سقط جنین) حق رای و حقوق دیگر می‌باشد.
براساس گزارش شکاف جنسیتی سال ۲۰۱۲ مجمع جهانی اقتصاد از بین ۱۳۵ کشور، ایران رتبه ۱۲۷ را در خصوص نابرابری بین زنان و مردان دارد.

## حقوق زنان در تاریخ ایران

### انقلاب مشروطه ایران
زنان ایرانی نقش پررنگی را در جنبش مشروطه ایران که در تاریخ ۱۲۸۳–۱۲۸۹ هجری خورشیدی (۱۹۱۱–۱۹۰۵ میلادی) بود ایفا کردند. آن‌ها در امور عمومی بسیاری شرکت کردند و موقعیت‌های مهمی در روزنامه‌نگاری و در مدارس و انجمن‌هایی که در سال‌های ۱۹۱۱–۱۹۲۴ میلادی در ایران رونق پیدا کرده بود داشتند. از زنان برجسته ایرانی که یک بخش حیاتی در انقلاب ایفا کردند می‌توان از بی‌بی‌خانم استرآبادی، نورالهدی منگنه، محترم اسکندری، صدیقه دولت‌آبادی و قمرالملوک وزیری نام برد. در ابتدای قرن بیستم بسیاری از زنان ایرانی به سمت روزنامه‌نگاری و نویسندگی جذب شدند. مجلهٔ دانش نخستین مجلهٔ تخصصی بود که بر روی مسایل زنان تمرکز داشت. بعدها شکوفه، نامه بانوان، عالم نسوان و نسوان وطن‌خواه نیز در تهران انتشار یافت. همین‌طور نسوان شرق در بندر انزلی، جهان زنان در مشهد و دختران ایران در شیراز و پیک سعادت نسوان در رشت که به مسایل زنان در ایران می‌پرداختند.
اگر چه با شکست مشروطه خواهان و جنبش مشروطه خواهی (۱۹۲۱–۱۹۲۵ میلادی) و تحکیم قدرت توسط رضا شاه (۱۹۲۵–۱۹۴۱ میلادی) مجلات و گروه‌های اجتماعی زنان تضعیف می‌شوند، اما وضعیت حقوق زنان در طول این سال‌ها با اجرای اصلاحات اجتماعی مانند اصلاحات در آموزش و پرورش عمومی و اشتغال برای زنان بهبود می‌یابد. در این دوران رضا شاه سیاست جنجال‌برانگیز کشف حجاب که زنان را از داشتن حجاب در اماکن عمومی منع می‌کند را نیز به اجرا می‌گذارد.

## دوران جمهوری اسلامی
زنان در انقلاب ۱۳۵۷ ایران نقش مهمی را ایفا کردند و به‌طور گسترده در انقلاب اسلامی و برکناری شاه مشارکت کردند.
منشور حقوق و مسؤلیت‌های زنان در جمهوری اسلامی ایران برگرفته از شریعت اسلام و نظام حقوقی آن و تبیین حقوق و مسؤلیت‌های زنان در عرصه‌های حقوق فردی، اجتماعی و خانوادگی با ۱۴۹ بند در سال ۱۳۸۳ تدوین و تصویب شده‌است.
که بندهایی از آن به شرح زیر است:
- حق برخورداری از سلامت جسمی و روانی در زندگی فردی، خانوادگی و اجتماعی با

توجه به ویژگی‌های زنان در مراحل مختلف زندگی و مسئولیت حفاظت از آن
- حق بهره‌مندی از بهداشت (محیط، کار و …) و اطلاعات و آموزش‌های مورد نیاز
- حق مشارکت زنان در سیاستگذاری، قانونگذاری، مدیریت، اجرا و نظارت در زمینه

بهداشت و درمان، به‌ویژه درخصوص زنان
- حق بهره‌مندی از برنامه‌ها و تسهیلات بهداشتی و درمانی مناسب جهت پیشگیری از

بیماری و درمان بیماری‌های جسمی و اختلالات روانی زنان
- حق زنان در انتخاب فرد و مرکز ارائه کنندهٔ خدمت در امر سلامت، بر اساس ضوابط

اسلامی و استانداردهای علمی و پزشکی و بهره‌مندی از اطلاعات مناسب و کافی برای
انتخاب آگاهانه و بهینه آنان
- حق آگاهی و مشارکت زنان در تصمیم‌گیری‌های مربوط به کنترل باروری و تنظیم

خانواده
- حق دسترسی فراگیر و عادلانه به امکانات ورزشی و آموزشی در زمینه تربیت بدنی و

تفریحات سالم
- حق پرورش و شکوفایی استعدادهای ورزشی و حضور در میدان‌ها ورزشی در سطح ملی و

بین‌المللی متناسب با موازین اسلامی
- حق‌برخورداری از بهداشت باروری و بارداری، زایمان‌سالم، مراقبت‌های‌بهداشتی‌پس

از زایمان با استفاده از زنان متخصص و پیشگیری و درمان بیماریهای‌شایع زنان،
بیماریهای‌مقاربتی و نازایی آنان
- حق بهره‌مندی دختران بی‌سرپرست، زنان مطلّقه، بیوه، سالخورده و خودسرپرست

نیازمند از بیمه‌های عمومی، خدمات مددکاری و بیمه‌های خاص به‌ویژه در بخش بهداشت و
درمان
- حق بهره‌مندی زنان و دختران آسیب‌دیده جسمی، ذهنی، روانی و در معرض آسیب از

امدادرسانی و توانبخشی مناسب و…

## تبعیض در قوانین دولتی
در ۷ مارس ۲۰۱۹ جعفر سبحانی در یک مراسم مذهبی در قم بر ضد «دیه» مساوی برای قربانیان زن و مرد صحبت کرد و آن را رد کرد. متاسفانه حتی دیه جنینی که هنوز جنسیتش مشخص نشده است بیشتر از دیه جنین دختر است. بنابراین هزینه دیه جنین پسر بیشتر از جنین جنسیت نامشخص است، و هزینه دیه جنین با جنسیت نامشخص بیشتر از جنین دختر است!

## کوتاهی در قانونی کردن لایحه تأمین امنیت زنان
دبیرکل حزب اتحاد ملت ایران اسلامی در توییتی نوشت: «مونا حیدری این بار در خوزستان، قربانی دیگر قتل‌های ناموسی می‌شود؛ چرا که لایحه تأمین امنیت زنان در ایران پس از سال‌ها رفت و برگشت بین نهادهای مسئول [جمهوری اسلامی] معطل مانده‌است». وی به سرانجام نرسیدن لایحه رومینا و تئوریزه و بازتولید شدن خشونت بر ضد زنان را از دلایل تکرار قتل‌های ناموسی دانست.
.
برخی از فعالان حقوق زنان، متهم ردیف اول پرونده قتل مونا حیدری (قتل ناموسی در ایران) را حکومت دینی‌ای دانستند که این‌گونه قتل‌ها را مجاز می‌شمارد.
بر طبق ماده ۳۰۲ قانون مجازات اسلامی ایران، در صورتی که شوهری، زن خود را هنگام رابطه جنسی با مرد بیگانه مشاهده کند و یقین داشته باشد که این رابطه جنسی، از روی اجبار نیست، می‌تواند با کشتن همسر خود و مرد بیگانه، از مجازات در امان باشد.

## موضع‌گیری‌ها
در ۳۰ آوریل ۲۰۱۹ سخنگوی وزارت خارجه آمریکا، مورگان اورتگس، طی بیانیه‌ای سرکوب مدافعین حقوق زنان در ایران را محکوم کرد و خواستار توقف دستگیری و بازداشت و آزار و اذیت آنان شد.

## بیانیه ۱۴ نفره
در ۲۲ خرداد سال ۱۳۹۸، ۱۴ نفر از کنشگران سیاسی و مدنی داخل ایران با امضای بیانیه‌ای ضمن اعلام خواستشان برای اعمال تغییرات بنیادین در قانون اساسی جمهوری اسلامی، اعتراضات و نقدهای خودشان را بر علیه وضعیت مدنی کشور به‌خصوص در حوزه زنان، اعلام کردند. به فاصله کمتر از دوماه از انتشار این بیانیه چندین نامه دیگر در حمایت از بیانیه فوق منتشر شد و موضوع به شدت مورد توجه فعالان و کنشگران حقوق زنان در داخل و خارج ایران شد. ۱۴ زن از کنشگران حقوق زن خارج ایران و ۱۴ تن از زنان کنشگر داخل ایران با انتشار و امضای نامه ای حمایت خود را از این بیانیه اعلام داشتند و وضعیت حقوق زنان در دوران جمهوری اسلامی را مورد اعتراض شدید قرار داند.

## مسمومیت‌های زنجیره‌ای در مدارس دخترانه
در سه‌ماهه آخر ۱۴۰۱ دسته‌ای از حملات دنباله‌دار به مدارس بیشتر دخترانه رخ داد که تا روز هفتم اسفند بیش از ۸۰۰ نفر در آن مسموم شدند. از این تعداد دو نفر معلم و بیش از ۶۵۰ نفر دانش‌آموز دختر و تعدادی هم دانش‌آموز پسر می‌باشند. با توجه به شروع این حملات از قم و بالا بودن آمارهای مدارس مورد حمله در این شهر گمانه‌زنی‌هایی دربارهٔ رد پای فرقه‌های دینی مرتجع و طالبانی انجام شده‌است که همگی به اشکال گوناگون مخالف درس خواندن دختران هستند. فاضل میبدی از استادان حوزه علمیه قم احتمال دخالت گروه‌های مذهبی افراطی هزاره‌گرایانه را داده‌است.